# District de Trujillo
 (décembre 2010).
Si vous disposez d'ouvrages ou d'articles de référence ou si vous connaissez des sites web de qualité traitant du thème abordé ici, merci de compléter l'article en donnant les références utiles à sa vérifiabilité et en les liant à la section « Notes et références ».
Le district de Trujillo est l'un des onze districts de la province de Trujillo, situé dans la région de La Libertad au Pérou. Sa circonscription concentre un nombre important d'instances du gouvernement local et régional ainsi que les plus grands centres financiers, commerciaux et hypermarchés de La Libertad. 

## Division administrative
La liste ci-dessous regroupe tous les quartiers appartenant au district de Trujillo:
- Centro Histórico
- San Andrés
- La Merced
- El Recreo
- Monserrate
- La Perla
- Mansiche
- San Salvador
- El Alambre
- Las Capullanas
- Trupal
- San Nicolás
- Covicorti
- Santa Inés
- San Fernando
- San Isidro
- Primavera
- Las Quintanas
- Huerta Grande
- Miraflores
- Los Jardines
- Los Cedros
- Mochica
- El Molino
- La Intendencia
- Aranjuez
- Palermo
- Santa María
- Chicago
- El Sol
- Las Casuarinas
- Los Pinos
- Vista Hermosa
- La Arboleda
- San Eloy
- Ingeniería
- Pay Pay
- Santa Teresa de Avila
- Daniel Hoyle
- Los Granados
- Chimú
- La Rinconada
- Rázuri
- Vista Bella
- Santo Dominguito
- Los Rosales de San Andrés
- La Noria
- El Bosque